# Honda GL 1500 Gold Wing

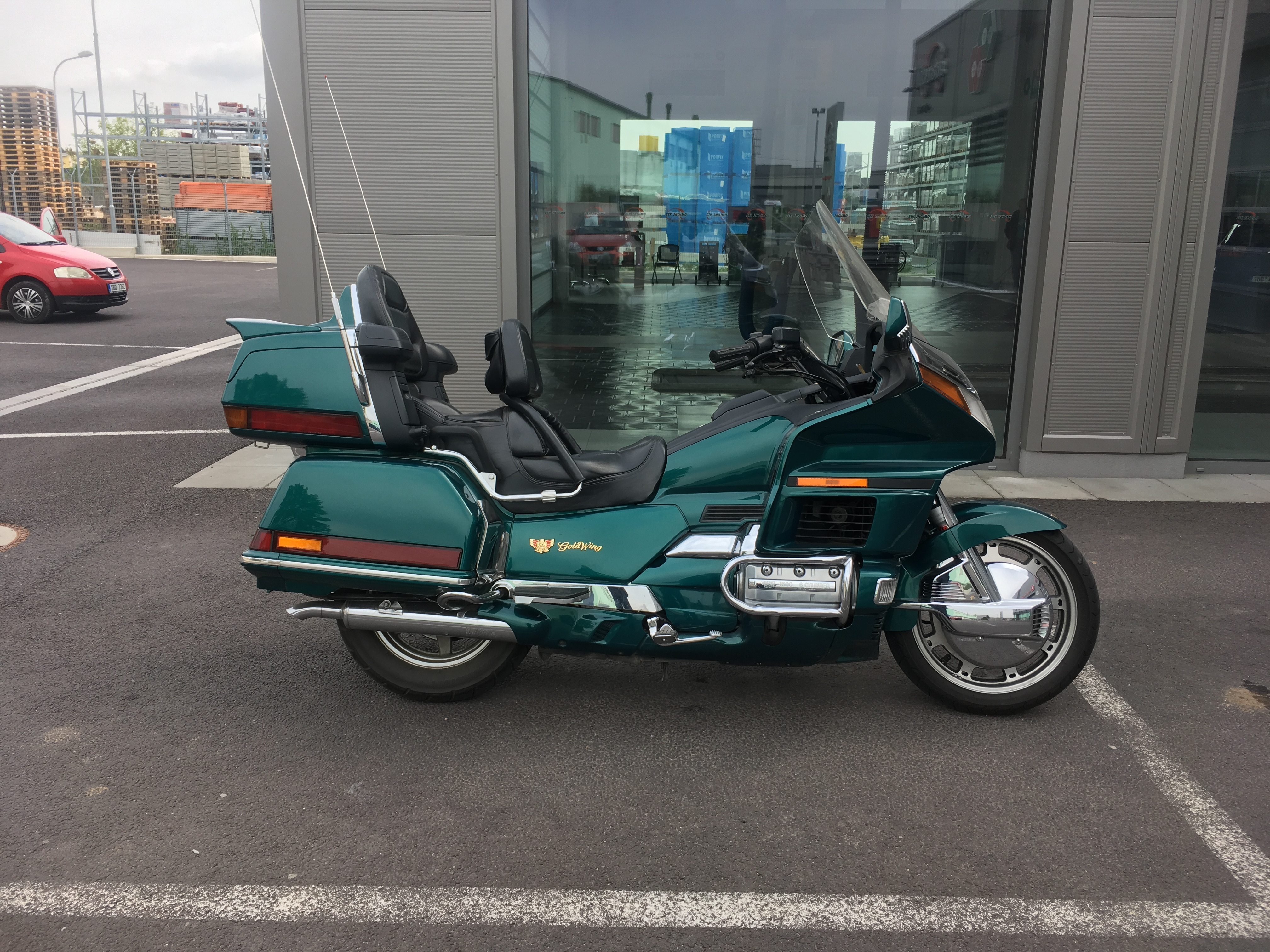
Honda Gold Wing GL1500, 1995

Honda GL 1500 Gold Wing (používají se i jména Goldwing nebo GoldWing) je čtvrtým modelem řady Gold Wing. 
Jedná se o plnohodnotný cestovní motocykl představený roku 1974 firmou Honda na motosalonu v italské Bologni. Při vývoji byl kladen velký důraz na spolehlivost, což bylo vyjádřeno rčením "Toto je první skupina řidičů, kteří si nemusí balit do zavazadel nářadí." 
Gold Wing se stal vlajkovou lodí Hondy. V průběhu následujících třiceti let se původní plochý čtyřválec 1000 ccm vyvinul na plochý šestiválec 1800 ccm. Suchá hmotnost vzrostla z počátečních 265 kg na 389 kg (s prázdnou nádrží) u modelu GL1800.[zdroj?]

## Výrobce
Honda. V letech 1975 - 1980 byla výroba zahájena v Japonsku. Během výroby modelu GL1100 byla výroba přenesena roku 1980 do Marysville, Ohio, USA. Zde byla v roce 2010 výroba ukončena. V roce 2011 byla výroba přesunuta do prefektury Kumamoto v Japonsku. V roce 2011 nebyl uveden nový model. Modelový rok 2012 byl vyráběn v Japonsku na zařízeních převezených z původní americké továrny.

## GL1500

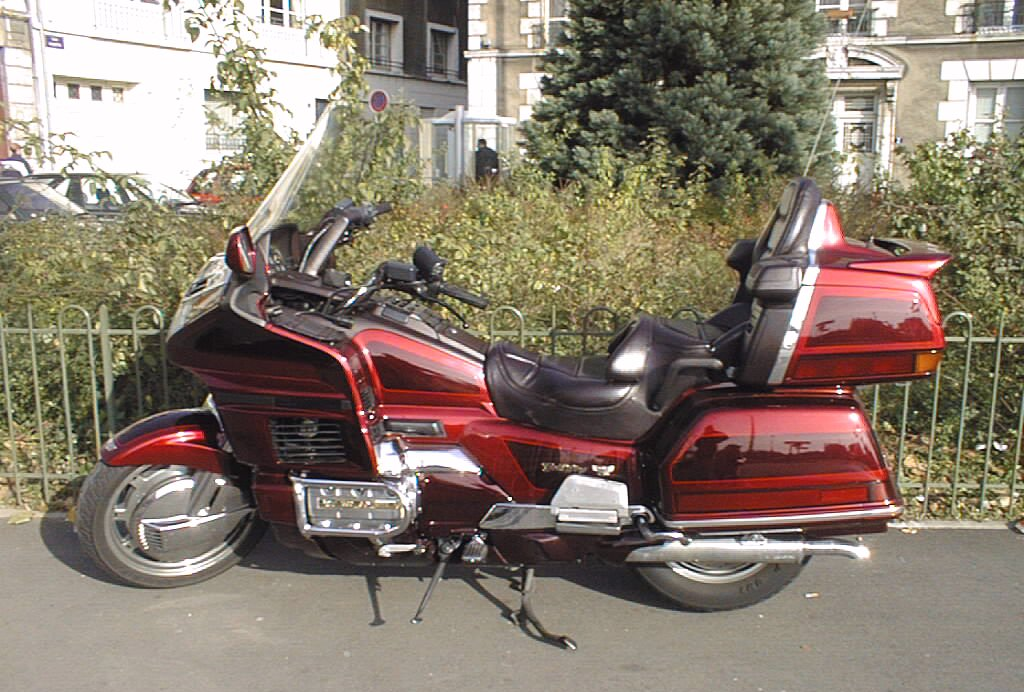
Honda Goldwing GL 1500

Honda Gold Wing GL1500 byla vyráběna v letech 1987 - 2000. Prodejní cena se podle modelu a vybavení pohybovala v rozmezí $12,000 - $17,900. Honda poprvé použila k pohonu motocyklu šestiválcový motor s ležatými protiběžnými válci, který byl osazen dvěma karburátory průměru 36[mm]. Bylo to poprvé, kdy měl model Gold Wing méně než jeden karburátor na válec. 

Motor z GL1500 byl od roku 2003 použit v modelu Valkyrie. 
Protože majitelé Gold Wingů mívali problémy při couvání s mimořádně těžkým motocyklem, byla jako novinka u modelu GL1500 zavedena elektrická zpátečka. 

### Rozměry
- Délka	2630 [mm]
- Výška sedla	740 - 770 [mm]
- Suchá hmotnost	366 [kg]
- Pohotovostní hmotnost	398 [kg]
- Nosnost		185 [kg]
- Maximální rychlost 191 [km/hod]

### Motor
- Objem motoru 1520 ccm, SOHC plochý šestiválec
- Kompresní poměr	9,8:1
- Výkon 75 [kW]  (100 koní) / 5200 [ot/min]
- Kroutící moment 150 [Nm]
- Hydraulické ovládání ventilů
- Pořadí zapalování 1-4-5-2-3-6
- Číslování válců ve směru jízdy

Vpravo	1-3-5
Vlevo	2-4-6
- Dva rovnotlaké karburátory, průměr 36 [mm]

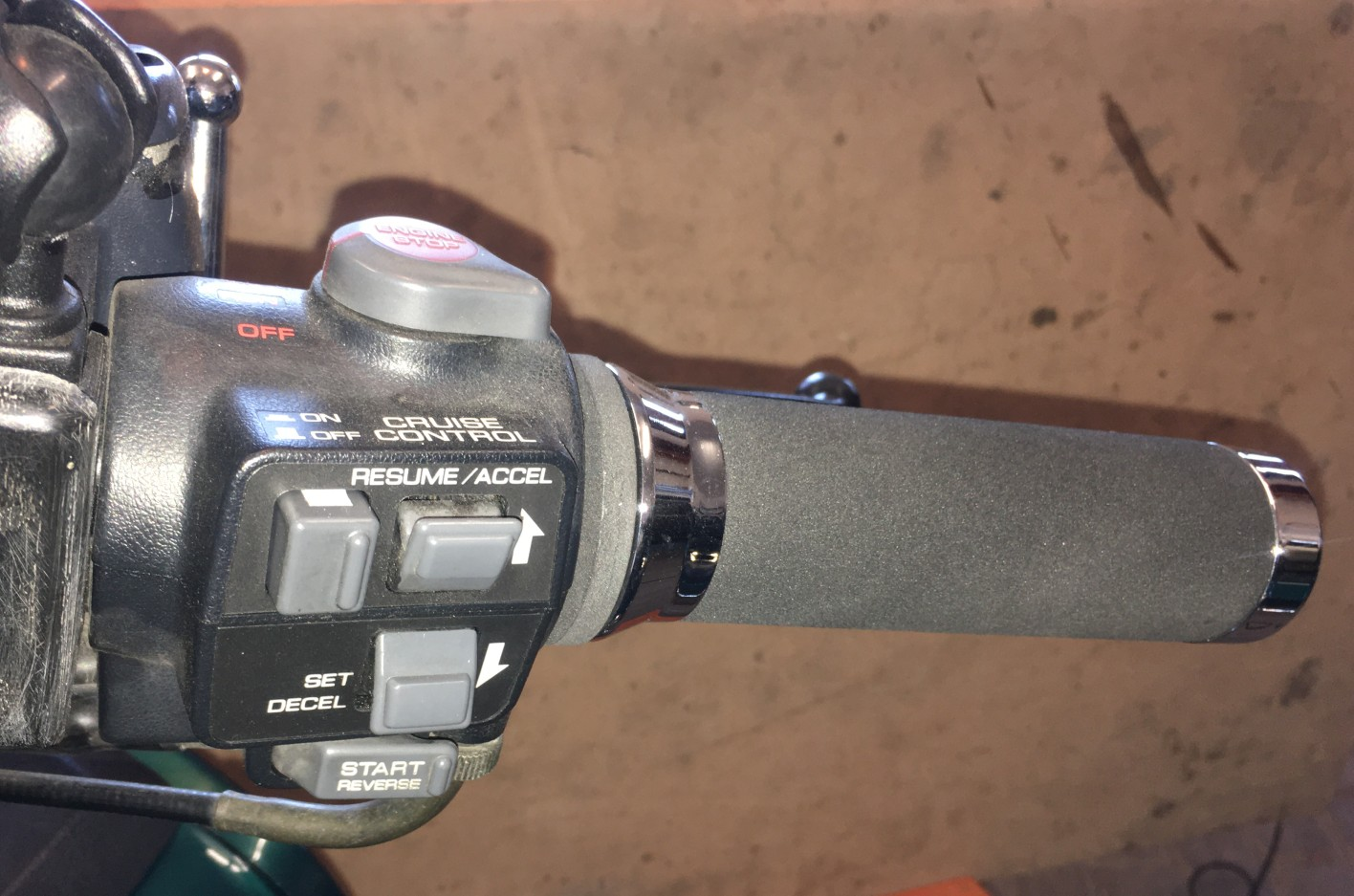
Honda Gold Wing GL1500 ovládání tempomatu

- Kapalinové chlazení 4,1 [l]

#### Tempomat
Motocykl je vybaven tempomatem (anglicky Cruise Control), který udržuje zvolenou rychlost. Tempomat se ovládá třemi tlačítky na řídítkách, palcem pravé ruky. Lze ho používat jenom při rychlosti od 50 [km/hod] výše a při zařazeném 4. nebo 5. převodovém stupni. Technicky vzato, tempomat neudržuje zvolenou rychlost, ale konstantní otáčky motoru. Rychlost motocyklu je pouze indikativní a umožňuje nastavení požadované rychlosti (otáček motoru) nebo opětovnou aktivaci rychlosti již zvolené. Tempomat přestane ovládat motor při aktivaci jednoho z těchto prvků: brzdový pedál nebo brzdová páčka, lehký dotyk spojkové páčky, manuální "zavření plynu" plynovou rukojetí, prudké natočení řídítek, pád motocyklu. Tempomat lze deaktivovat i jeho vypínačem. Rychlost motocyklu lze plynule měnit i při aktuálně zapnutém tempomatu pomocí dvou tlačítek na řídítkách. Jejich stiskem se vždy změní rychlost o 1 [mil/hod]. Maximální nastavitelná rychlost tempomatu je 80 [mil/hod]. To platí pro 4. i 5. převodový stupeň.
- Ovládací tlačítka jsou:

ON/OFF - Zapnutí / Vypnutí tempomatu (Tlačítko s aretací)
SET/DECEL - Nastavení aktuální rychlost / Snížení rychlosti
RESUME/ACCEL - Aktivace již nastavené rychlosti / Zvýšení rychlosti

#### Řízení teploty nasávaného vzduchu
Systém Řízení teploty nasávaného vzduchu (anglicky System IAT – Intake Air Temperature System) zabraňuje zamrzání karburátorů při teplotách pod +11 °C. V boxu vzduchového filtru je bimetalové čidlo, které snímá teplotu  nasávaného vzduchu. Svým pohybem ovládá podtlak, kterým se přepíná vzduchová klapka na vstupu boxu vzduchového filtru. Při nízké teplotě se nasává vzduch hadicí od výfukových kolen motoru, jinak se nasává vzduch přímo z okolí.

### Převodovka
- 5 stupňů vpřed plus elektrický zpětný chod

Pohon zadního kola kardanem
Zpětný chod elektrickým pohonem - startérem

### Podvozek
- Rozvor	1690 [mm]
- Světlá výška	140 [mm]
- Stopa 115 [mm] při 30[°]
- Pneumatiky přední 130/70-18 63H, zadní 160/80-16 75H
- Nádrž paliva 23 [l], pod sedlem

palivový systém přetlakový
- Pérování

přední pružinové + vzduchové s použitím ruční pumpičky, anti-dive systém, zdvih 140 [mm]
zadní pružinové + vzduchové, napojené na palubní kompresor, zdvih 100 mm
- Brzdy hydraulické, duální. Nožní brzda působí na zadní kotouč a levý přední kotouč. Ruční brzda působí na pravý přední kotouč.

přední dva kotouče 232 mm s dvoupístovými třmeny.
zadní jeden kotouče 250 mm s dvoupístovým třmenem

### Elektrická výbava
- Jmenovité napětí 12 [V]
- Alternátor 550 [W]
- Baterie 22 [Ah]
- Pojistky 5 [A], 10 [A], 15 [A], 30 [A], 55 [A], 65 [A]

### Barevná provedení

#### 1988
- GL1500

Martini Beige Metallic, YR149M
Dynastic Blue, PB192
Phantom Gray Metallic, NH215M

#### 1989
- GL1500

Martini Beige Metallic, YR149M. Lower cowl colour is Haze Brown Metallic, YR150
Candy Wineberry, R114CU. Lower cowl colour is Rime Gray, NH276
Commodore Blue-Green, B127M. Lower cowl colour is Triton Blue, B128M

#### 1990
- GL1500

Candy Wineberry, R114CU. Lower cowl colour is Rime Gray, NH276
Carmel Blue, PB224
- GL1500 SE

Pearl Pacific White, NH251P. Insert colour is Eagle Silver Metallic, NH275M. Lower cowl colour is Ocean Gray Metallic, NH253M.

#### 1991
- GL1500 Interstate

Cinnamon Beige Metallic, YR168M. Lower cowl colour is Valiant Brown Metallic, YR127M
- GL1500 Aspencade

Gloss Black, NH1Z. Lower cowl colour is Max Silver, NH132M
- GL1500 SE

Sunflash Gold Metallic, YR126M. Lower cowl colour is Valiant Brown Metallic, YR127M

#### 1992

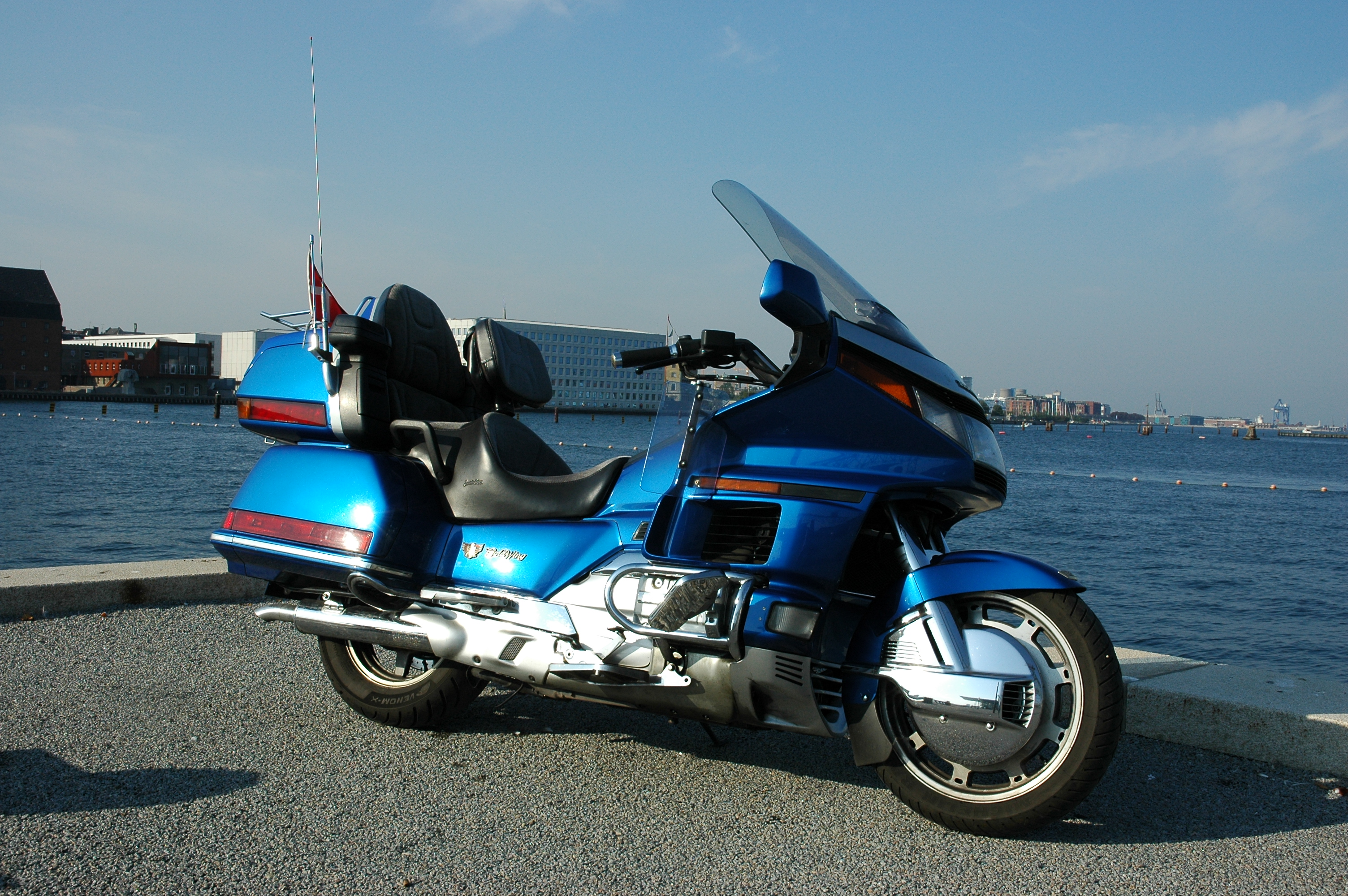
GL1500 Aspencade Cambridge Blue Metallic

- GL1500 Interstate

Candy Spectra Red, R176C. Lower cowl colour is Max Silver, NH132M
Cambridge Blue Metallic, PB240. Lower cowl colour is Max Silver, NH132M
Gloss Black, NH1Z. Lower cowl colour is Max Silver, NH132M
- GL1500 Aspencade

Candy Spectra Red, R176C. Lower cowl colour is Max Silver, NH132M
Cambridge Blue Metallic, PB240. Lower cowl colour is Max Silver, NH132M
Gloss Black, NH1Z. Lower cowl colour is Max Silver, NH132M
- GL1500SE

Barbados Blue Metallic, B134M. Lower cowl colour is Max Silver, NH132M
Laguna Blue Metallic, B135M. Lower cowl colour is Max Silver, NH132M

#### 1993
- GL1500 Interstate

Candy Spectra Red, R176C. Lower cowl colour is Max Silver, NH132M
Cambridge Blue Metallic, PB240. Lower cowl colour is Max Silver, NH132M
Gloss Black, NH1Z. Lower cowl colour is Max Silver, NH132M
- GL1500 Aspencade

Candy Spectra Red, R176C. Lower cowl colour is Max Silver, NH132M
Cambridge Blue Metallic, PB240. Lower cowl colour is Max Silver, NH132M
Gloss Black, NH1Z. Lower cowl colour is Max Silver, NH132M
- GL1500SE

Pearl Glacier White, NH326M
Barbados Blue Metallic, B134M
Pearl Coronado Blue, PB255M

#### 1994
- GL1500 Interstate

Candy Spectra Red, R176C.
Pearl Atlantis Blue, B142P
Gloss Black, NH1Z.
- GL1500 Aspencade

Candy Spectra Red, R176C
Pearl Atlantis Blue, B142P
Gloss Black, NH1Z
- GL1500SE

Pearl Bermuda Green, BG101P
Pearl Atlantis Blue, B142P
Candy Spectra Red, R176C. Inset panel colour is Candy Garnet Red, R199C
Pearl Glacier White, NH326M. Inset panel colour is Glacier White Accent Gray, no code available

#### 1995
- GL1500 Interstate

Pearl Sierra Green, G156P
Candy Spectra Red, R176C
- GL1500 Aspencade

Pearl Royal Magenta, R151P
Pearl Sierra Green, G156P
Candy Spectra Red, R176C
- GL1500SE

Candy Spectra Red, R176C. Inset panel colour is Candy Garnet Red, R199C
Pearl Glacier White, NH326M. Inset panel colour is Glacier White Accent Gray, no code available
Pearl Royal Magenta, R151P. Inset panel colour is Pearl Royal Magenta Accent, no code available
Pearl Sierra Green, G156P. Inset panel colour is Pearl Sierra Green Accent, no code available

#### 1996
- GL1500 Interstate

Pearl Sierra Green, G156P
Candy Spectra Red, R176C
- GL1500 Aspencade

Pearl Sparkling Blue, PB269
Pearl Royal Magenta, R151P
Pearl Sierra Green, G156P
Candy Spectra Red, R176C
- GL1500SE

Candy Spectra Red, R176C. Inset panel colour is Candy Garnet Red, R199C
Pearl Glacier White, NH326M. Inset panel colour is Glacier White Accent Gray, no code available
Pearl Royal Magenta, R151P. Inset panel colour is Pearl Royal Magenta Accent, no code available
Pearl Sierra Green, G156P. Inset panel colour is Pearl Sierra Green Accent, no code available

#### 1997
- GL1500 Aspencade

Pearl Sonoma Green, G159P
Pearl Glacier White, NH326M
Candy Spectra Red, R176C
- GL1500SE

Candy Spectra Red, R176C. Inset panel colour is Candy Garnet Red, R199C
Pearl Sonoma Green, G159P. Inset panel colour is Dark Green, no code available
Pearl Sapphire Black, NH374M

#### 1998

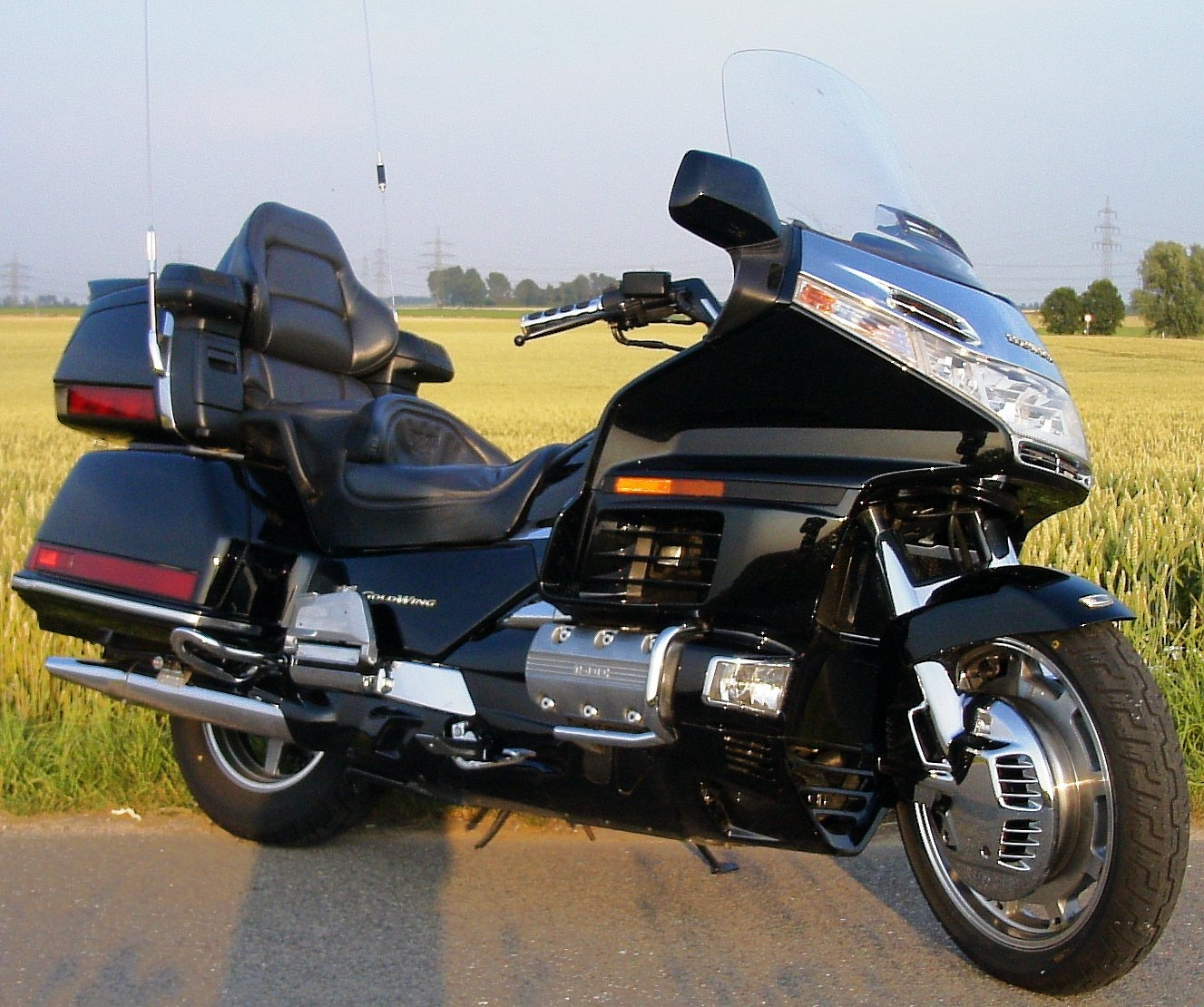
GL1500SE Gloss Black

- GL1500 Aspencade

Candy Spectra Red, R176C
Gloss Black, NH1Z
- GL1500SE

Pearl Chapparel Beige, Y191P. Inset panel colour is Dark Beige, no code available
Candy Spectra Red, R176C. Inset panel colour is Candy Garnet Red, R199C
Pearl Glacier White, NH326M. Inset panel colour is Glacier White Accent Gray, no code available
Pearl Twilight Silver, NH390M. Inset panel colour is Dark Silver, no code available
Gloss Black, NH1Z

#### 1999
- GL1500 Aspencade

Candy Spectra Red, R176C
Gloss Black, NH1Z
- GL1500SE

Candy Spectra Red, R176C. Inset panel colour is Candy Garnet Red, R199C
Pearl Glacier White, NH326M. Inset panel colour is Glacier White Accent Gray, no code available
Pearl Twilight Silver, NH390M. Inset panel colour is Dark Silver, no code available
Pearl Mercedes Green, G167. Inset panel colour is Dark Green, no code available
Gloss Black, NH1Z

#### 2000
- GL1500 Aspencade

Candy Spectra Red, R176C
Gloss Black, NH1Z
- GL1500SE

Candy Spectra Red, R176C. Inset panel colour is Candy Garnet Red, R199C
Pearl Glacier White, NH326M. Inset panel colour is Glacier White Accent Gray, no code available
Pearl Mercedes Green, G167. Inset panel colour is Dark Green, no code available
Gloss Black, NH1Z
Pearl Coronado Blue, PB255M. Inset panel colour is Secondary Blue, no code